# Somogydöröcske
Somogydöröcske là một thị trấn thuộc hạt Somogy, Hungary. Thị trấn này có diện tích 10,83 km², dân số năm 2010 là 142 người, mật độ 13 người/km².